# Ранульфо Кортес
Ранульфо (Арнульфо) Кортес (ісп. Ranulfo (Arnulfo) Cortés, 9 липня 1934, Ель-Сальто) — мексиканський футболіст, що грав на позиції нападника, зокрема, за клуб «Оро».

## Клубна кар'єра
У футболі дебютував виступами за команду «Оро». 
Своєю грою за цю команду привернув увагу представників тренерського штабу клубу «Гвадалахара», до складу якого приєднався 1955 року. 

## Виступи за збірну
Був присутній в заявці збірної на чемпіонаті світу 1954 року у Швейцарії, але на поле не виходив.